# 화순군·곡성군
화순군·곡성군은 대한민국의 옛 국회의원 선거구이다. 당시 전라남도 화순군과 곡성군 지역을 관할했다.

## 역사
제6대 국회의원 선거를 앞두고 화순군 선거구와 곡성군 선거구가 통합되면서 신설되었다.
제9대 국회의원 선거를 앞두고 담양군을 편입해 담양군·곡성군·화순군 선거구를 이루게 됨에 따라 폐지되었다.

## 역대 국회의원
| 선거   | 정당 | 정당       | 의원   |
| ------ | ---- | ---------- | ------ |
| 1963년 |      | 민정당     | 양회수 |
| 1967년 |      | 민주공화당 | 기세풍 |
| 1968년 |      | 신민당     | 양회수 |
| 1971년 |      | 민주공화당 | 문형태 |

## 역대 선거 결과

### 대한민국 제6대 국회의원 선거
|  | 39.14% |

|  | 32.09% |

|  | 14.16% |

|  | 7.29% |

|  | 3.17% |

|  | 2.08% |

|  | 2.05% |

### 대한민국 제7대 국회의원 선거
|  | 60.55% |

|  | 23.70% |

|  | 8.27% |

|  | 2.57% |

|  | 2.42% |

|  | 1.43% |

|  | 1.03% |

### 1968년 대한민국 재보궐선거
기세풍 의원의 사임으로 인해 치러진 1968년 대한민국 재보궐선거에서 신민당 양회수 후보가 당선되었다.

### 대한민국 제8대 국회의원 선거
|  | 76.84% |

|  | 21.18% |

|  | 1.15% |

|  | 0.82% |